# Soufrière (Santa Lúcia)
Soufrière é um distrito da ilha de Santa Lúcia.
| Imagem: Área de Gestão Ambiental dos Pitons | Soufrière (Santa Lúcia) inclui o sítio "Área de Gestão Ambiental dos Pitons", Património Mundial da UNESCO. |  |